# Michał Karnowski
Michał Karnowski (ur. 3 września 1976 w Koszalinie) – polski dziennikarz, publicysta i komentator polityczny.

## Wykształcenie
Absolwent I Liceum Ogólnokształcącego w Olsztynie oraz socjologii i dziennikarstwa na Uniwersytecie Warszawskim.

## Kariera dziennikarska
Pracę jako dziennikarz zaczynał jako reporter Gazety Olsztyńskiej. Później pracował w tygodniku Antena oraz w Radiu Plus. Wspólnie z Agnieszką Iwańską prowadził przez kilka miesięcy program Jazda kulturalna w TVP2. Współpracował z tygodnikiem Nowe Państwo. Od 2001 do 2006 był dziennikarzem działu krajowego redakcji tygodnika Newsweek Polska. W następnych latach pracował w Dzienniku, gdzie najpierw był publicystą, następnie szefem działu politycznego, szefem działu opinii i zastępcą redaktora naczelnego. 1 września 2009 przeszedł do dziennika Polska The Times, gdzie zajmował się działem opinii. Z dziennikiem rozstał się na początku października 2010 r. W czerwcu 2010 r. założył serwis informacyjno-publicystyczny wPolityce.pl, którego był redaktorem naczelnym i wydawcą. Był zastępcą redaktora naczelnego tygodnika Uważam Rze od początku jego istnienia do 28 listopada 2012.
Od września 2006 do lutego 2009 oraz ponownie od lutego 2010 do września 2011 prowadził w Programie III Polskiego Radia Salon Polityczny.
Obecnie jest dziennikarzem i publicystą tygodnika Sieci, w którym przeprowadza wraz z bratem cotygodniowe wywiady.
Jest jednym z dziennikarzy prowadzących program Salon dziennikarski, który jest emitowany od 2012 na antenie Radia Warszawa. Audycja ukazywała się także do 2016 w Telewizji Republika, a od 2016 do 2023 w TVP Info. Od 23 grudnia 2023 jest ona nadawana w telewizji wPolsce.pl.

## Życie prywatne
Żonaty, ma syna i córkę. Jego brat bliźniak Jacek Karnowski jest również dziennikarzem, redaktorem naczelnym tygodnika Sieci.

## Nagrody i wyróżnienia
W 2011 wspólnie z bratem Jackiem otrzymał Nagrodę im. Jacka Maziarskiego. W 2023 otrzymał Medal „Pro Patria”. W 2025 został odznaczony przez prezydenta Andrzeja Dudę Krzyżem Oficerskim Orderu Odrodzenia Polski.

## Publikacje
- Alfabet Rokity (2004), wspólnie z Piotrem Zarembą, zapis wywiadu z Janem Rokitą, Kraków: "M" - Warszawa: Edipresse Polska 2004.
- O dwóch takich... Alfabet braci Kaczyńskich, Kraków: Wydawnictwo M 2006 (wspólnie z Piotrem Zarembą, zapis wywiadu z Lechem i Jarosławem Kaczyńskimi).
- Marcinkiewicz. Kulisy władzy, Warszawa: Prószyński i S-ka 2007 (wspólnie z Piotrem Zarembą, zapis wywiadu z Kazimierzem Marcinkiewiczem).
- Anatomia władzy, Warszawa: Wydawnictwo Czerwone i Czarne, 2010 (wspólnie z Erykiem Mistewiczem)
- Lech Kaczyński - portret, zebrał i opracował Michał Karnowski, Kraków: Wydawnictwo M. 2010.
- Niepokorny, Warszawa 2012 (wywiad-rzeka z Bronisławem Wildsteinem; wspólnie z Piotrem Zarembą)[9].